# Escola de Heidelberg

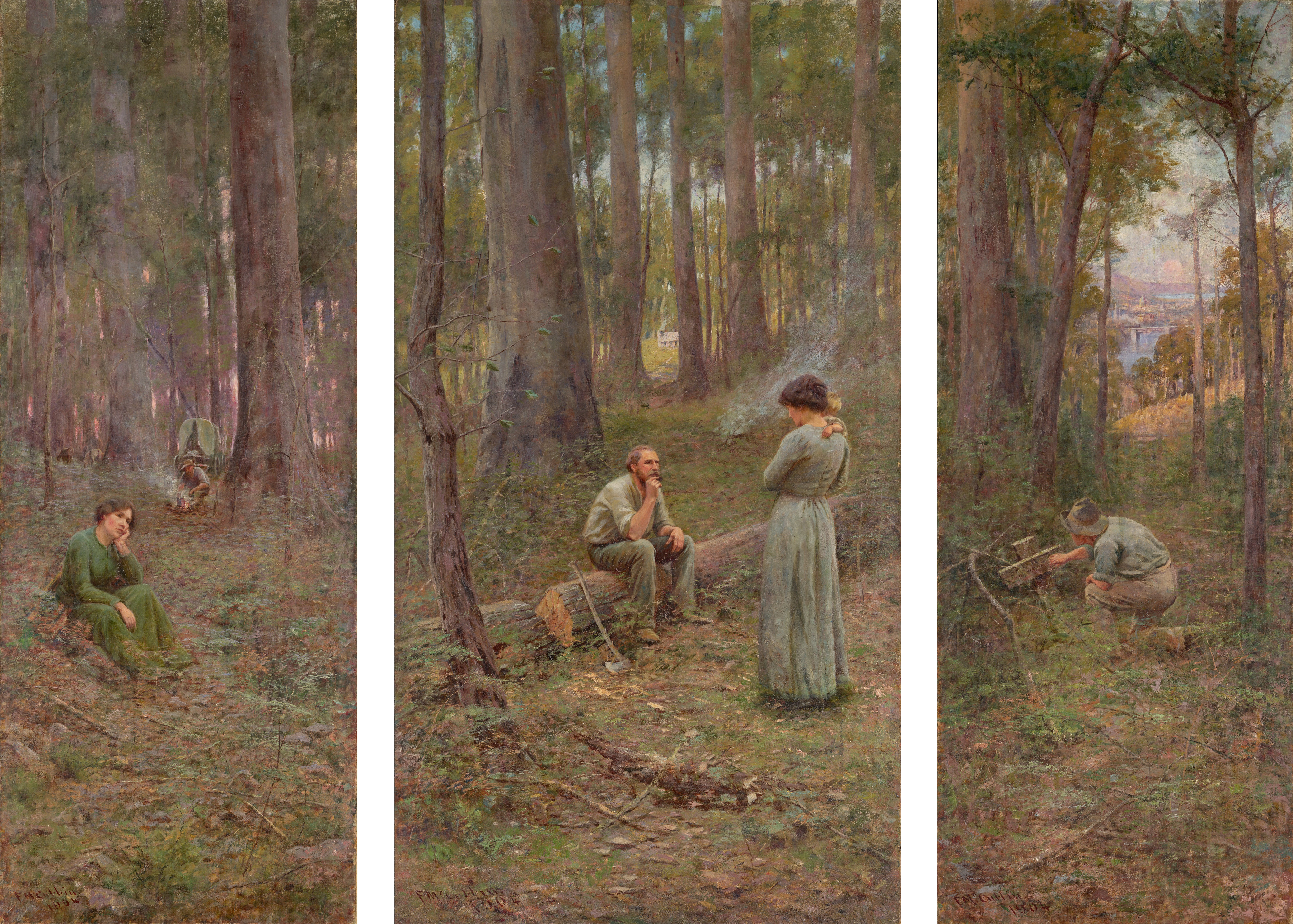
Frederick McCubbin, The Pioneer, 1904, National Gallery of Victoria

A Escola de Heidelberg (conhecida como Heidelberg Art School) foi um movimento de arte australiano do século XIX. O movimento tem ultimamente sido descrito como o impressionismo australiano.
O termo foi cunhado pelo crítico de arte australiano, Sidney Dickinson, radicado em Melbourne, em julho de 1891 ao analisar os trabalhos de Arthur Streeton e Walter Withers. Ele notou que estes e outros artistas locais, que pintavam ao ar livre em Heidelberg, um subúrbio de Melbourne, formavam a Escola de Heidelberg. O termo então evoluiu para incluir artistas de outras áreas tanto em Melbourne, quanto em Sydney na década de 1880. Tom Roberts, Charles Conder e Frederick McCubbin também eram considerados expoentes do movimento, que captava as paisagens australianas, com ideias impressionistas, para retratar a vida e o cotidiano nos cenários típicos do país.
Os trabalhos eram notáveis pela vivacidade das composições, tornando-se parte da bagagem cultural da Austrália. O período tinha muitos folclores populares, retratados em poemas, quadros e composições, como as de Henry Lawson e Banjo Paterson. Os artistas da Escola de Heidelberg deram vida a esse folclore e suas imagens tornaram-se ícones da arte no país. Muitos destes quadros estão hoje nas maiores galerias do país, em diversas cidades.

## Influências e estilo
Como seus contemporâneos na Europa e nos Estados Unidos, os membros da Escola de Heidelberg adotavam um estilo impressionista direto de pintura. Normalmente pintava ao ar livre, retratando a vida cotidiana nas ruas, campos, praias, ruas e cafés. Eles se interessavam pelos efeitos da luz e experimentavam uma grande variedade de técnicas. Ao contrário dos impressionistas franceses mais radicais, os pintores de Heidelberg ainda se utilizavam de alguma forma, clareza e composição acadêmicas em seus quadros. Não foi até 1907 que os dois grupos - australianos e franceses - entrassem em contato.
Os artistas não estavam apenas interessados em seguir uma tendência internacional na arte, eles estavam mais interessados em criar quadros que fossem distintamente australianos. As obras do impressionismo australiano são normalmente vistas como a primeira na arte ocidental a tratar com realismo e sensibilidade a paisagem australiana como ela sempre foi. Os trabalhos de muitos artistas coloniais costumavam dar um ar europeu às paisagens do país, sem refletir as cores, o sol e a vegetação tipicamente australianas.

## Artistas
Alguns artistas associados com a Escola de Heidelberg:
- Louis Abrahams
- Louis Buvelot
- Charles Conder
- David Davies
- Emanuel Phillips Fox
- Ethel Carrick
- Frederick McCubbin
- Leon Pole
- Jane Price
- Charles Douglas Richardson
- Tom Roberts
- Arthur Streeton
- Clara Southern
- Jane Sutherland
- Tudor St George Tucker
- May Vale
- Walter Withers

## Legado
O crítico de arte Ian Burn escreveu, em 1980, que a Escola de Heidelberg:
| “ | (...) mediou a relação da maioria das pessoas que cresceu na Austrália... Talvez nenhum imaginário local faça tão parte da consciência e composição ideológica australiana. | ” |

O impressionismo australiano é reconhecido pelo povo através de reproduções adornando pôsteres, selos e capas de livros. Suas obras também são uma das mais colecionadas no país, com recordes de lances em leilões.

## Galeria

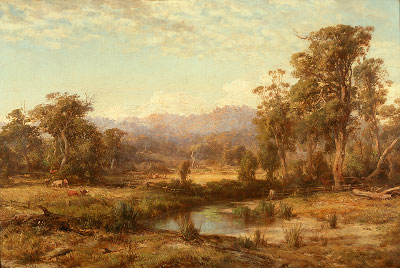
Louis Buvelot, Macedon Ranges, 1874
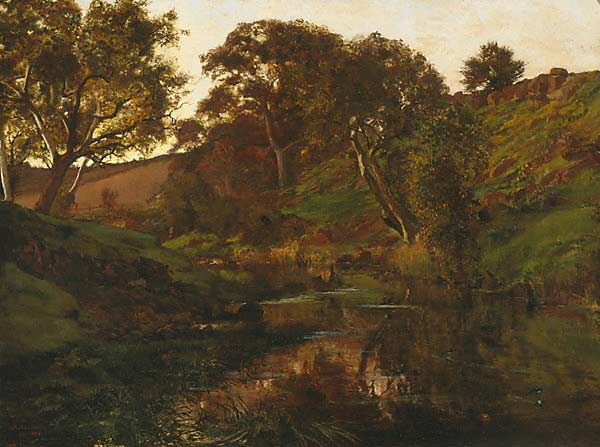
Julian Ashton, Evening, Merri Creek, 1882
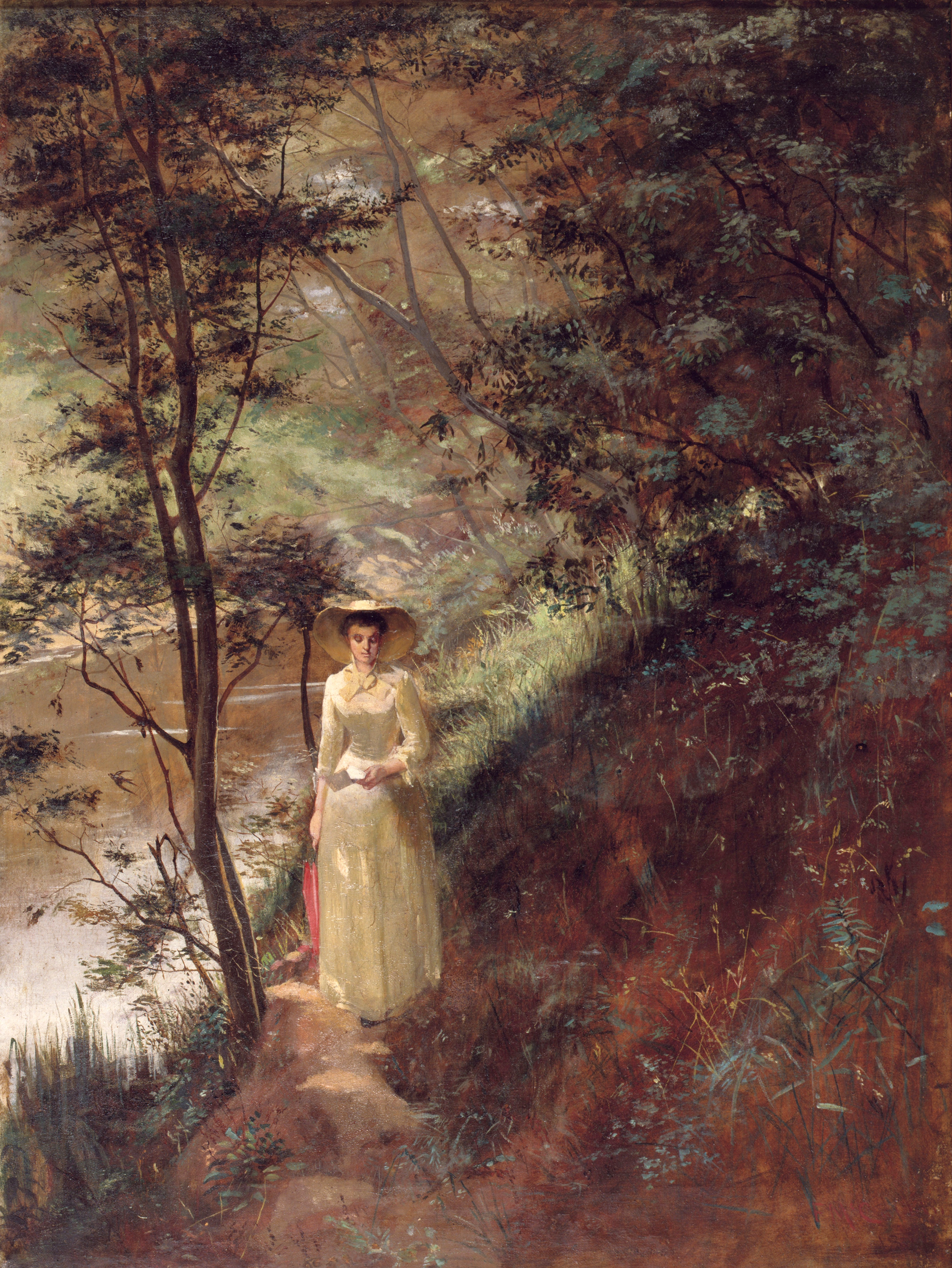
Frederick McCubbin, The Letter, 1884
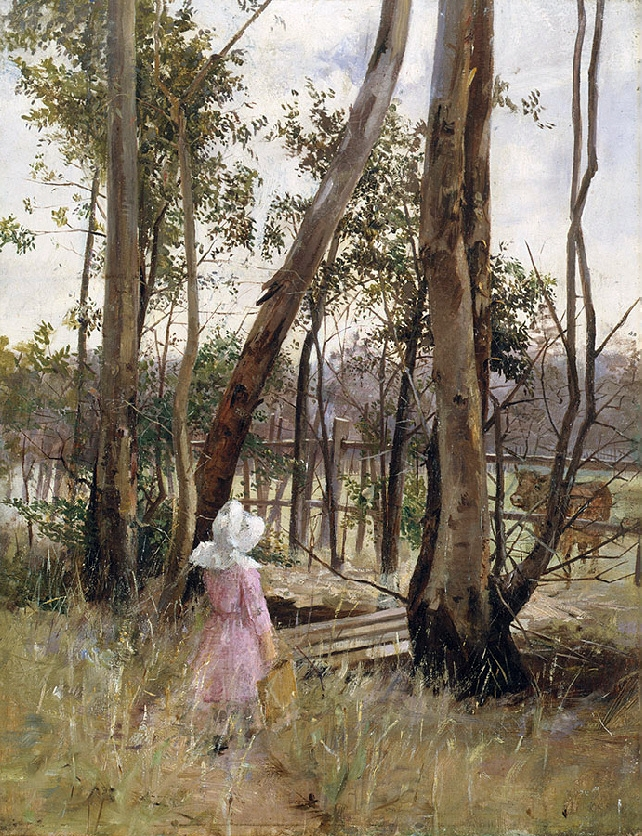
Jane Sutherland, Obstruction, Box Hill, 1887
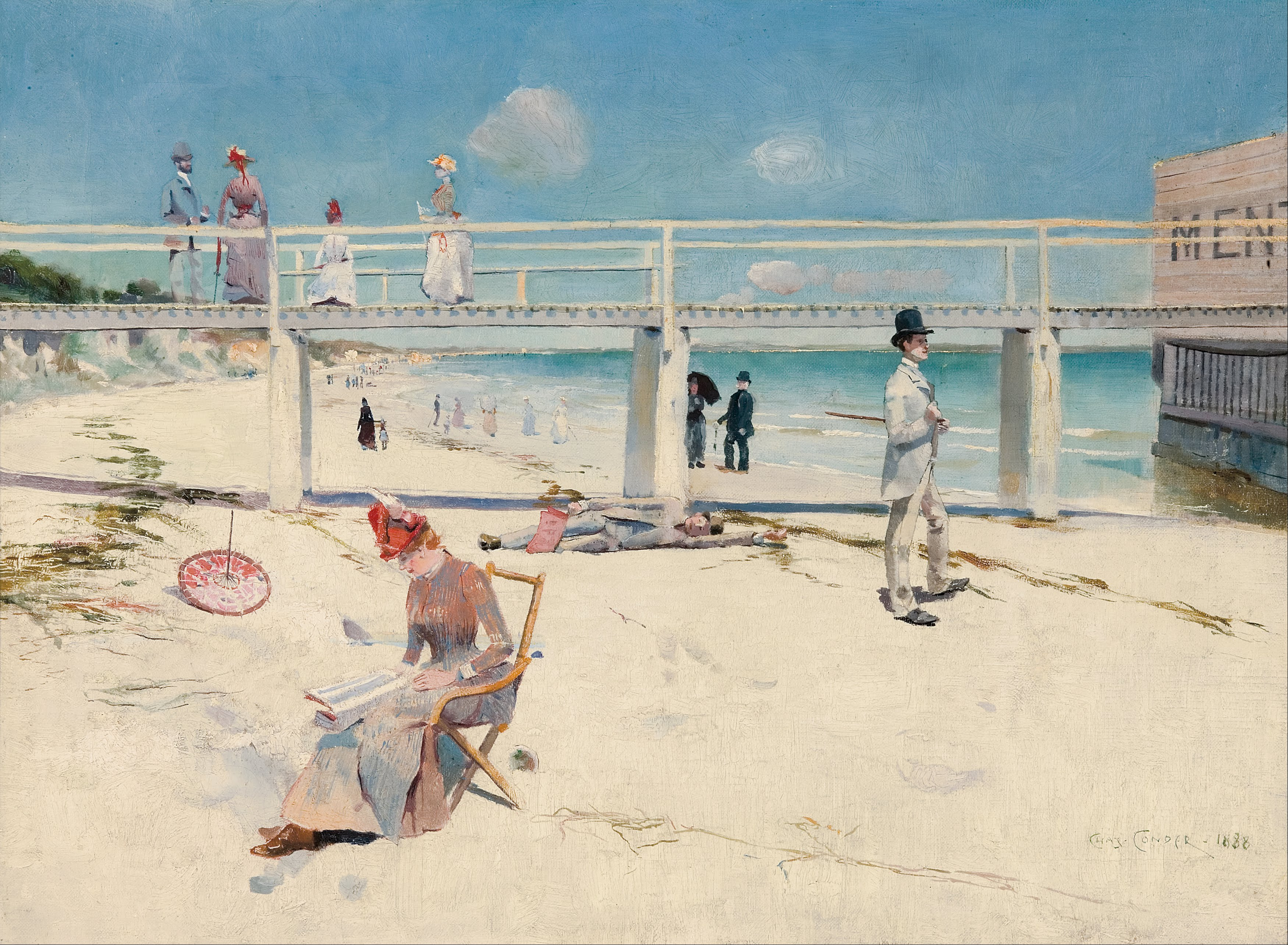
Charles Conder, A holiday at Mentone, 1888
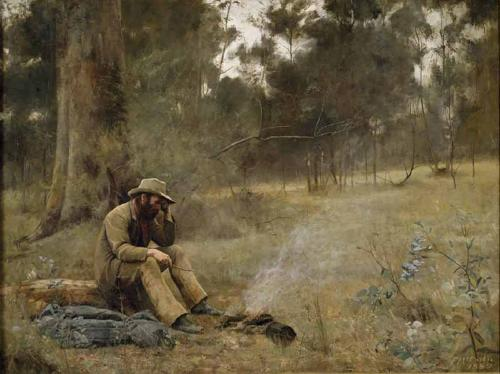
Frederick McCubbin, Down on His Luck, 1889
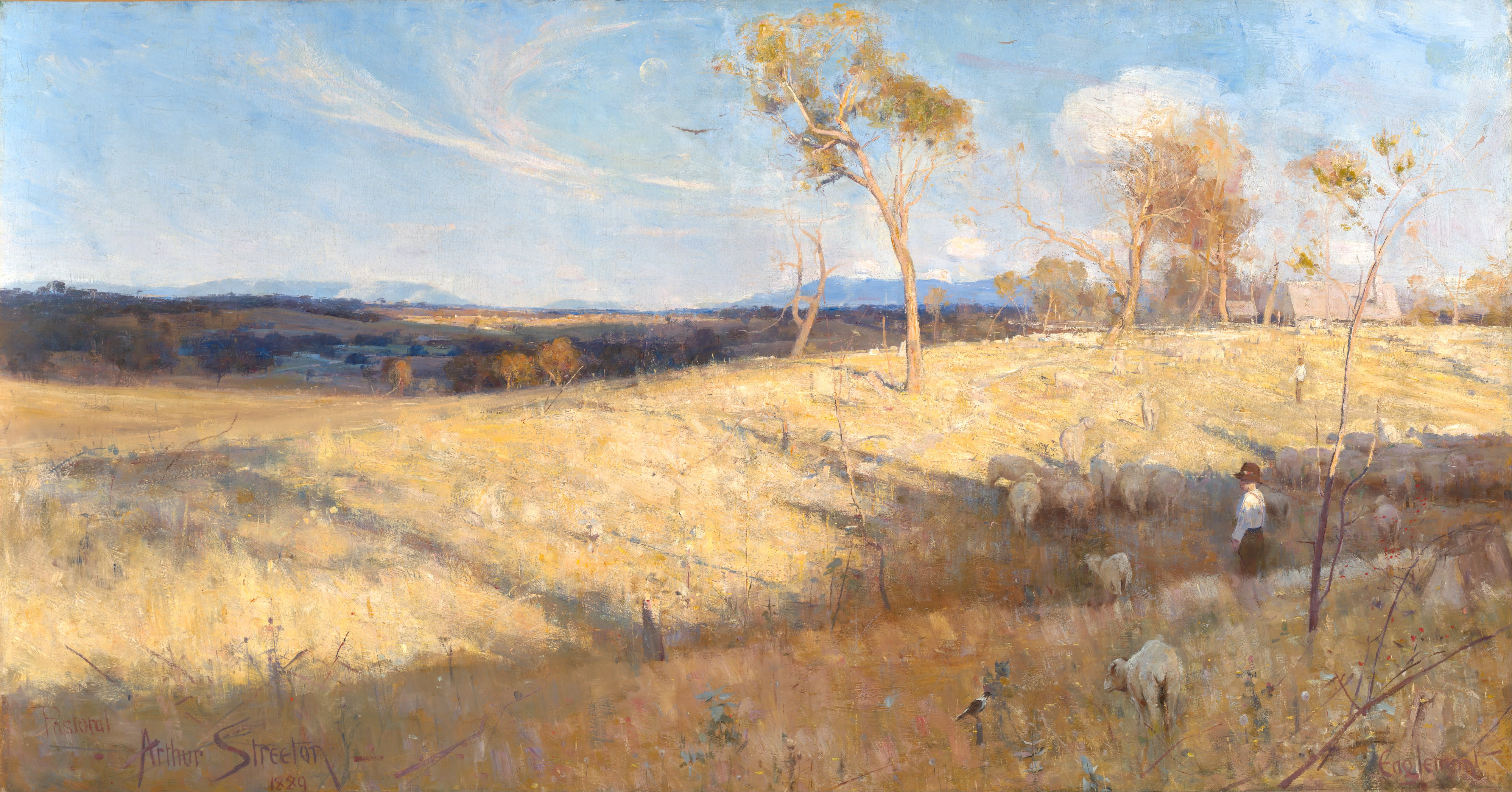
Arthur Streeton, Golden Summer, Eaglemont, 1889
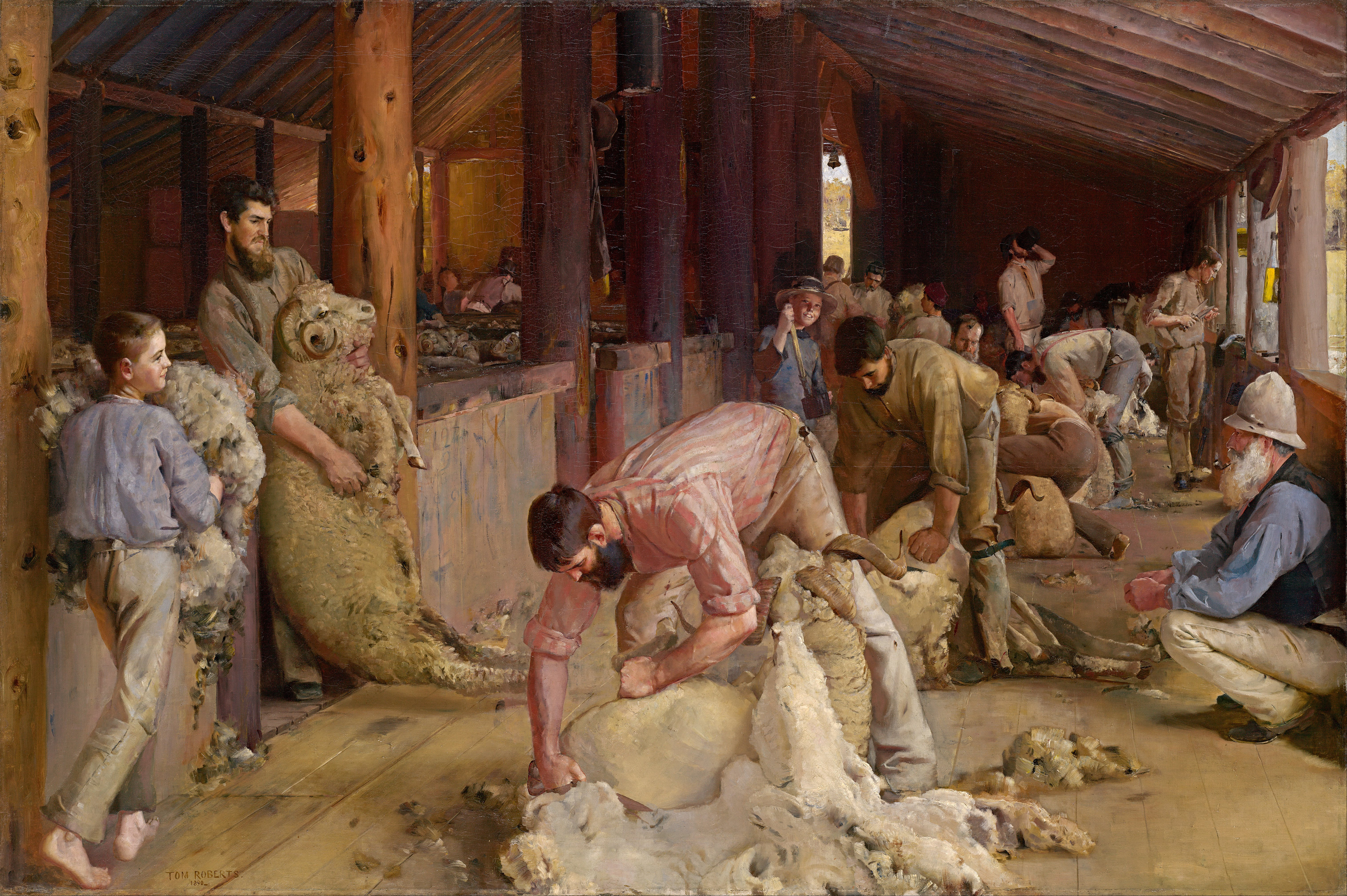
Tom Roberts, Shearing the Rams, 1890
Arthur Streeton, Fire's On, 1891
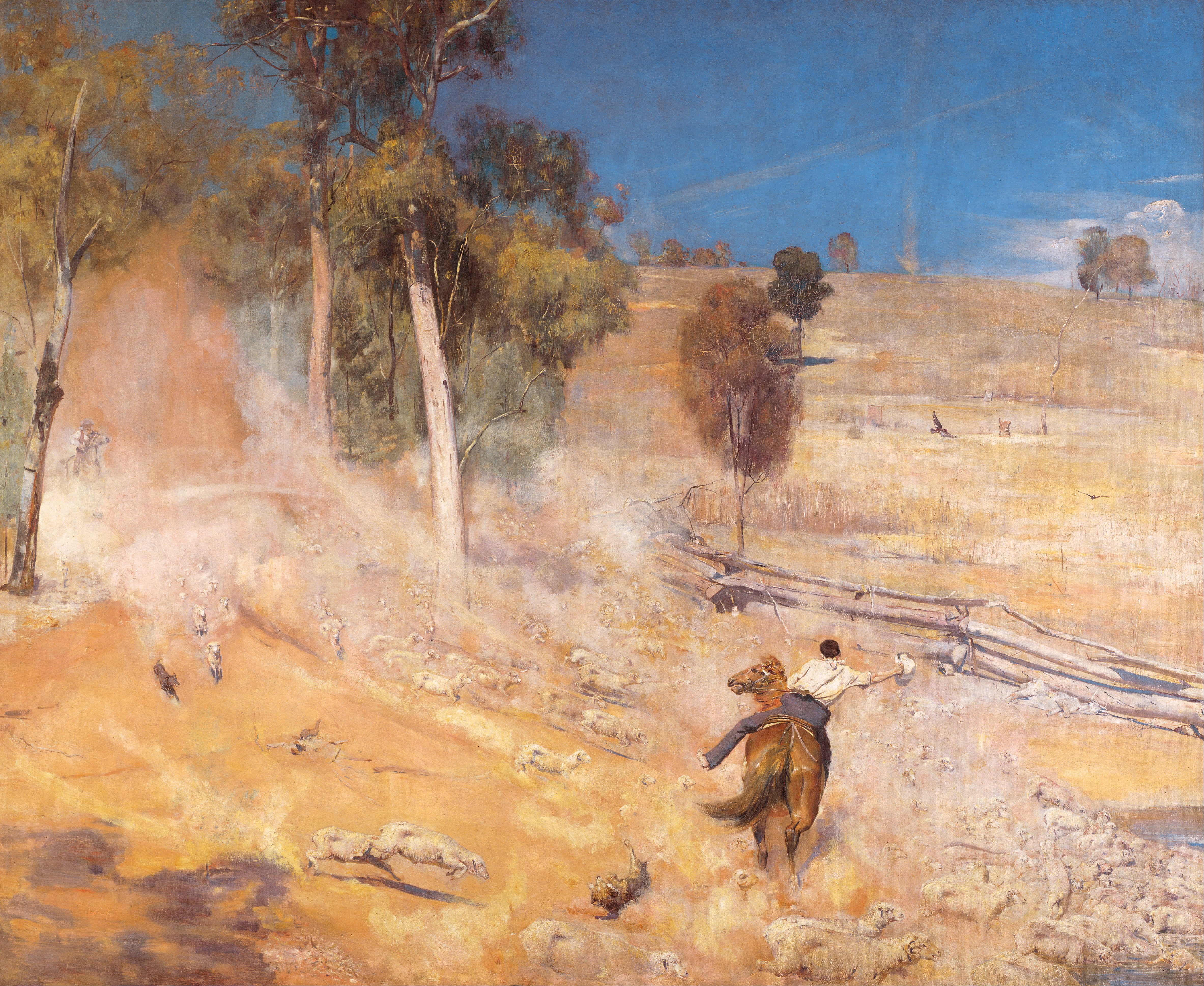
Tom Roberts, A break away!, 1891
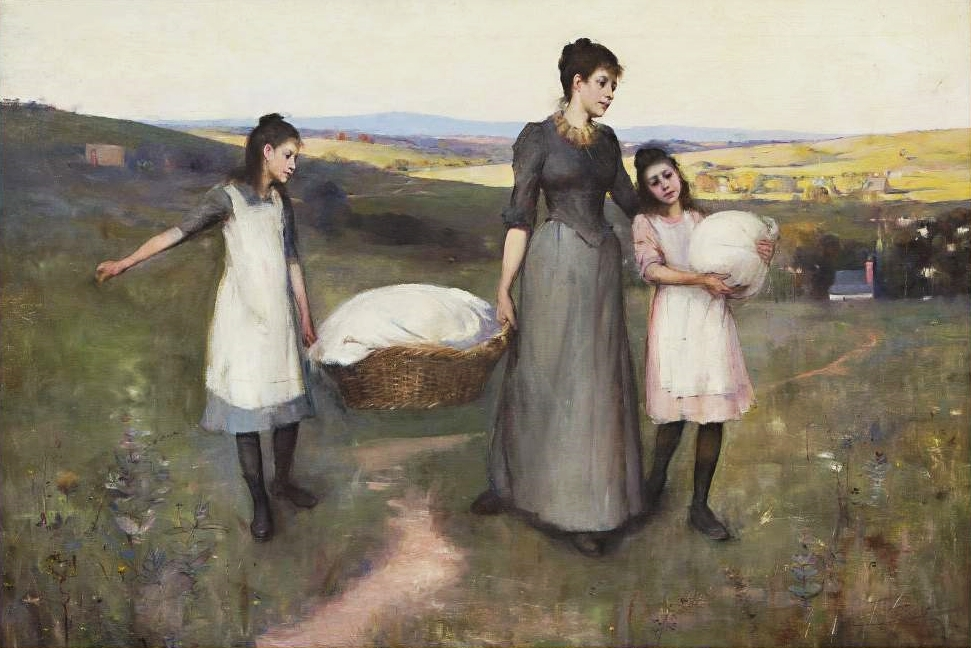
Leon Pole, The Village Laundress, 1891
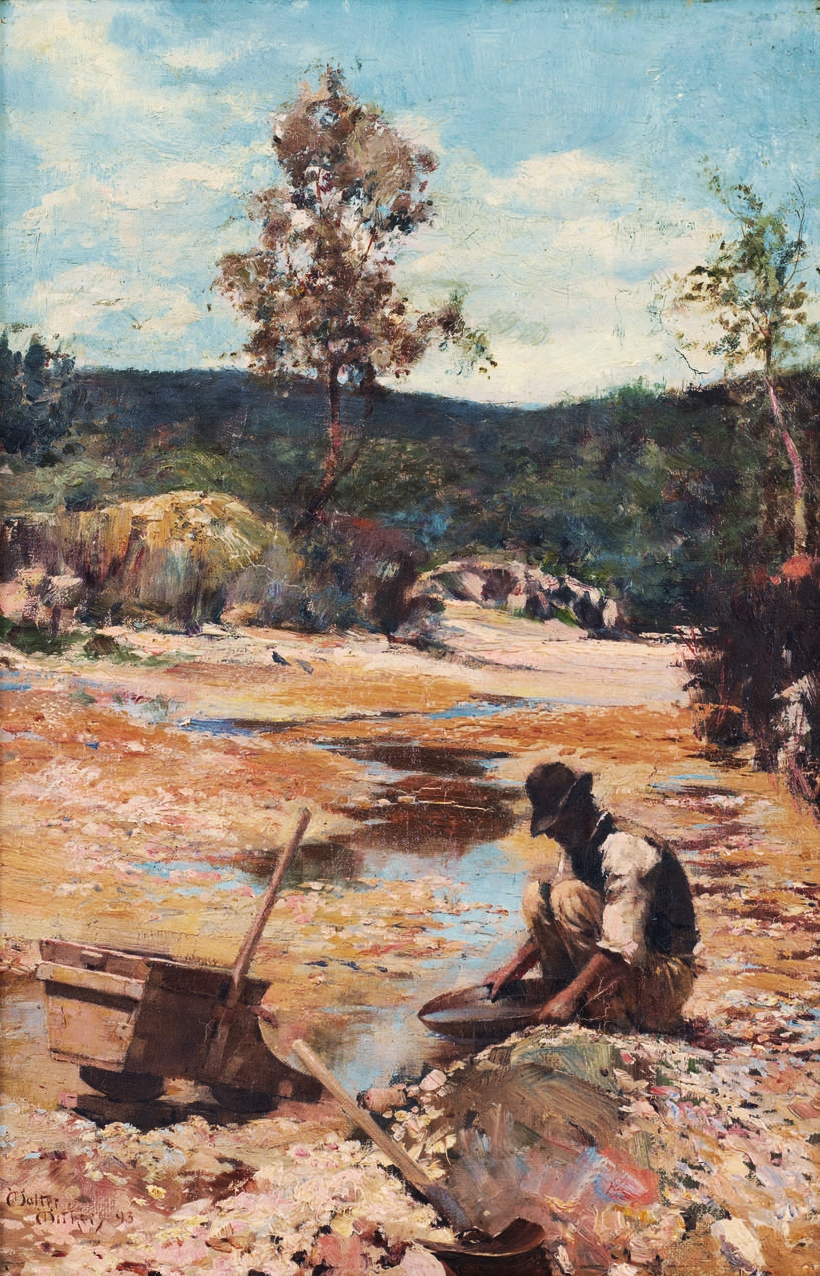
Walter Withers, Panning for Gold, 1893